# Rui Torneze
Rui Torneze de Araújo (São Paulo, 6 de março de 1963) é um maestro, violeiro, professor e escritor brasileiro. Formou-se em Ciências Contábeis pela Universidade de São Paulo (USP). Aos 11 anos, estudou no Conservatório Marcelo Tupinambá, com o maestro Carmelo Crisafulli, aperfeiçoando-se em violão erudito. Fundou a Orquestra Paulistana de Viola Caipira, com o qual atuou como maestro, que em 29 de outubro de 2010 completou 13 anos de atividades. 
Em 2002, gravou com a Orquestra, um CD e um DVD ao vivo no Teatro São Pedro, que lhe rendeu a uma indicação ao Grammy Latino em 2004.